# Pogórze Orawsko-Jordanowskie
Pogórze Orawsko-Jordanowskie – region geograficzny o krajobrazie pogórskim i niskogórskim położony w Beskidach Zachodnich, zaznaczający się jako wyraziste i szerokie obniżenie między Beskidem Żywiecko-Orawskim na zachodzie i Gorcami na wschodzie, rozcinane dolinami rzecznymi Czarnej Orawy, górnego biegu Skawy i górnego biegu Raby. Wyodrębniony jako mezoregion o numerze 513.50 w ramach regionalizacji fizycznogeograficznej Polski z 2018 roku wykonanej przez międzyuczelniany zespół geografów pod przewodnictwem Jerzego Solona.
Region zajmuje terytorium 356 km² na obszarze województwa małopolskiego. Rozkłada się nieregularnym czworobokiem od okolic wsi Jabłonka na południu, gdzie przechodzi w Działy Orawskie i Kotlinę Orawsko-Nowotarską, po miasta Rabka-Zdrój i Jordanów na północy, granicząc tu z Beskidem Makowskim i Beskidem Wyspowym.
Pogórze jest stosunkowo licznie zaludnione, w pokryciu terenu przeważają użytki rolne, głównie użytki zielone, lasów jest niewiele, występuje świerk, jodła, buk. Rzeźba terenu nie jest zbytnio urozmaicona, aczkolwiek nie jest jednorodna. Na południowym zachodzie wyodrębnia się pasmo wzniesień, którym przebiega wododział bałtycko-czarnomorski – z kulminacjami Kiełka (961 m) i Bukowińskiego Wierchu (940 m) w bocznych odnogach, oraz z Przełęczą Spytkowicką (709 m), przez którą idzie ważny szlak komunikacyjny z Małopolski na Słowację. Na północnym wschodzie blisko siebie płynące tutaj Raba i Skawa wykształciły koło Chabówki kotlinowe wypłaszczenie schodzące do poziomu ok. 500 m.
W obowiązującej powszechnie przed 2018 rokiem regionalizacji Polski autorstwa Jerzego Kondrackiego omawiany region nie jest zdefiniowany, a obszar go obejmujący należy tam do dwóch regionów – Beskid Orawsko-Podhalański zawiera pasmo wododziału bałtycko-czarnomorskiego, a Kotlina Rabczańska obejmuje wypłaszczenie w rejonie międzyrzecza Skawy i Raby. W podziałach geomorfologicznych region bywał wyróżniany jako jednostka o nazwie Brama Sieniawska.